# Lista de prefeitos de Barbalha (Ceará)
Esta é a lista de prefeitos do município de Barbalha, estado brasileiro do Ceará.
Por falta de acervo documental nos anais da câmara e prefeitura municipal, esta lista foi feita com base em relatos históricos e pesquisa de documentos particulares.
OBS.: Após os eventos políticos subsequentes à Sedição de Juazeiro (1914) e à deposição do presidente do estado do Ceará Cel. Franco Rabelo, o cargo de Intendente foi abolido e substituído pelo cargo de Prefeito Municipal pelo então presidente do estado, Cel. Liberato Barroso.

## Período imperial (1848–1889)
| Nº | Nome                        | Imagem | Partido                 | Início do mandato       | Fim do mandato         | Observações                                  |
| 1  | José Furtado de Lacerda     |        | Partido Conservador PCN | 1º de fevereiro de 1848 | 9 de novembro de 1868  | Intendente nomeado pelo Presidente do Estado |
| 2  | Napoleão Quesado Filgueiras |        | Partido Liberal PL      | 10 de novembro de 1868  | 4 de março de 1878     | Intendente nomeado pelo Presidente do Estado |
| 3  | Manoel Ramalho de Alencar   |        | Partido Conservador PCN | 5 de março de 1878      | 31 de outubro de 1882  | Intendente nomeado pelo Presidente do Estado |
| 4  | Felismino Alves Feitosa     |        | Partido Progressista PP | 1º de novembro de 1882  | 17 de novembro de 1889 | Intendente nomeado pelo Presidente do Estado |

## Período republicano (1889–2021)
| Nº                                                    | Nome                                                              | Imagem                       | Partido                                          | Início do mandato       | Fim do mandato                          | Observações                                  |
| Primeira República (1889–1930)                        |                                                                   |                              |                                                  |                         |                                         |                                              |
| 1                                                     | Salustiano de Sousa                                               |                              | Partido Trabalhista Conservador PTC              | 18 de novembro de 1889  | 27 de agosto de 1892                    | Intendente nomeado pelo Presidente do Estado |
| 2                                                     | Felismino Alves Feitosa                                           |                              | Partido Progressista PP                          | 28 de agosto de 1892    | 12 de julho de 1896                     | Intendente nomeado pelo Presidente do Estado |
| 3                                                     | José Bernardino Carvalho Leite (Barbalha, 20.05.1870–06.03.1969)  |                              | Partido Republicano Federal PRF                  | 13 de julho de 1896     | 12 de julho de 1900                     | Intendente nomeado pelo Presidente do Estado |
| 4                                                     | Raymundo Ribeiro da Costa                                         |                              | Partido Republicano Federal PRF                  | 13 de julho de 1900     | 12 de julho de 1904                     | Intendente nomeado pelo Presidente do Estado |
| 5                                                     | Antonio Duarte Grangeiro Primo                                    |                              | Partido Republicano Federal PRF                  | 13 de julho de 1904     | 12 de julho de 1908                     | Intendente nomeado pelo Presidente do Estado |
| 6                                                     | João Raymundo de Macêdo                                           |                              | Partido Republicano Conservador PRC              | 13 de julho de 1908     | 31 de dezembro de 1914                  | Intendente nomeado pelo Presidente do Estado |
| 7                                                     | Gregório Pereira Pinto Callou                                     |                              | Partido Trabalhista Renovador PTR                | 1° de janeiro de 1915   | 18 de fevereiro de 1916                 | Intendente nomeado pelo Presidente do Estado |
| 8                                                     | Antônio Pinto de Sá Barreto                                       |                              | Partido Liberal Progressista PLP                 | 18 de fevereiro de 1916 | 21 de novembro de 1917                  | Prefeito nomeado pelo Governador do Estado   |
| 9                                                     | João Raymundo de Macêdo                                           |                              | Partido Liberal Progressista PLP                 | 21 de novembro de 1917  | 3 de março de 1919                      | Prefeito nomeado pelo Governador do Estado   |
| 10                                                    | Henrique Fernandes Lopes Sobrinho                                 |                              | Partido Liberal Progressista PLP                 | 3 de março de 1919      | 24 de novembro de 1926                  | Prefeito nomeado pelo Governador do Estado   |
| 11                                                    | Cláudio Álvares Couto                                             |                              | Partido Social Democrático PSD                   | 25 de novembro de 1926  | 11 de fevereiro de 1935                 | Prefeito nomeado pelo Governador do Estado   |
| Segunda e Terceira República — Era Vargas (1930–1945) |                                                                   |                              |                                                  |                         |                                         |                                              |
| 12                                                    | Antônio Duarte Júnior                                             |                              | Partido Republicano Nacionalista PRN             | 12 de fevereiro de 1935 | 8 de novembro de 1935                   | Prefeito nomeado pelo Governador do Estado   |
| 13                                                    | Lyrio Callou                                                      |                              | Partido Republicano Nacionalista PRN             | 9 de novembro de 1935   | 9 de julho de 1945                      | Prefeito nomeado pelo Governador do Estado   |
| 14                                                    | Argemiro Sampaio                                                  |                              | Partido Republicano Trabalhista PRT              | 10 de julho de 1945     | 31 de dezembro de 1945                  | Prefeito nomeado pelo Governador do Estado   |
| Quarta República (1945–1964)                          |                                                                   |                              |                                                  |                         |                                         |                                              |
| 15                                                    | Antônio Duarte de Sá Barreto (–16.12.1968)                        |                              | Partido Social Democrático PSD                   | 1º de janeiro de 1946   | 13 de dezembro de 1947                  | Prefeito nomeado pelo Governador do Estado   |
| 16                                                    | Manoel Antônio de Queiroz                                         |                              | Partido Social Democrático PSD                   | 14 de dezembro de 1947  | 30 de janeiro de 1948                   | Prefeito nomeado pelo Governador do Estado   |
| 17                                                    | Argemiro Sampaio                                                  |                              | União Democrática Nacional UDN                   | 31 de janeiro de 1948   | 30 de janeiro de 1951                   | Prefeito eleito em sufrágio universal        |
| 18                                                    | Alfredo Correa de Oliveira                                        |                              | Partido Social Democrático PSD                   | 31 de janeiro de 1951   | 30 de janeiro de 1955                   | Prefeito eleito em sufrágio universal        |
| 19                                                    | Joaquim Duarte Grangeiro                                          |                              | União Democrática Nacional UDN                   | 31 de janeiro de 1955   | 30 de janeiro de 1959                   | Prefeito eleito em sufrágio universal        |
| 20                                                    | João Filgueiras Teles                                             |                              | Partido Social Progressista PSP                  | 31 de janeiro de 1959   | 30 de janeiro de 1963                   | Prefeito eleito em sufrágio universal        |
| 21                                                    | Joaquim Duarte Grangeiro                                          |                              | Partido Social Democrático PSD                   | 31 de janeiro de 1963   | 30 de janeiro de 1967                   | Prefeito eleito em sufrágio universal        |
| Quinta República (1964–1985)                          |                                                                   |                              |                                                  |                         |                                         |                                              |
| 22                                                    | Antônio Costa Sampaio                                             |                              | Aliança Renovadora Nacional ARENA                | 31 de janeiro de 1967   | 30 de janeiro de 1971                   | Prefeito eleito em sufrágio universal        |
| 23                                                    | João Coelho Neto                                                  |                              | Aliança Renovadora Nacional ARENA                | 31 de janeiro de 1971   | 30 de janeiro de 1973                   | Prefeito eleito em sufrágio universal        |
| 24                                                    | Fabiano Livônio Sampaio                                           |                              | Aliança Renovadora Nacional ARENA                | 31 de janeiro de 1973   | 31 de janeiro de 1977                   | Prefeito eleito em sufrágio universal        |
| 25                                                    | Antônio Inaldo de Sá Barreto (Barbalha, 25.07.1933–19.07.2019)    |                              | Aliança Renovadora Nacional ARENA                | 1º de fevereiro de 1977 | 31 de janeiro de 1983                   | Prefeito eleito em sufrágio universal        |
| Sexta República, ou Nova República (1985–presente)    |                                                                   |                              |                                                  |                         |                                         |                                              |
| 26                                                    | João Hilário Coelho Correia (Barbalha,14.01.19??–)                |                              | Partido Democrático Social PDS                   | 1º de fevereiro de 1983 | 31 de dezembro de 1988                  | Prefeito eleito em sufrágio universal        |
| 27                                                    | Francisco Rommel Feijó de Sá (Juazeiro do Norte, 07.02.1963–)     |                              | Partido do Movimento Democrático Brasileiro PMDB | 1º de janeiro de 1989   | 31 de dezembro de 1992                  | Prefeito eleito em sufrágio universal        |
| 28                                                    | João Hilário Coelho Correia (Barbalha,14.01.19??–)                |                              | Partido Democrático Trabalhista PDT              | 1º de janeiro de 1993   | 31 de dezembro de 1996                  | Prefeito eleito em sufrágio universal        |
| 29                                                    | Antônio Inaldo de Sá Barreto (Barbalha, 25.07.1933–19.07.2019)    |                              | Partido da Frente Liberal PFL                    | 1º de janeiro de 1997   | 31 de dezembro de 2000                  | Prefeito eleito em sufrágio universal        |
| 30                                                    | Edmundo de Sá Filho (1947–Barbalha, 25.12.2015)                   |                              | Partido da Social Democracia Brasileira PSDB     | 1º de janeiro de 2001   | 31 de dezembro de 2004                  | Prefeito eleito em sufrágio universal        |
| 31                                                    | Francisco Rommel Feijó de Sá (Juazeiro do Norte, 07.02.1963–)     |                              | Partido Trabalhista Brasileiro PTB               | 1º de janeiro de 2005   | 31 de dezembro de 2008                  | Prefeito eleito em sufrágio universal        |
| 32                                                    | José Leite Gonçalves Cruz, Zé Leite (Aurora, 24.09.1956–)         |                              | Partido dos Trabalhadores PT                     | 1º de janeiro de 2009   | 31 de dezembro de 2012                  | Prefeito eleito em sufrágio universal        |
| 32                                                    | José Leite Gonçalves Cruz, Zé Leite (Aurora, 24.09.1956–)         | 1º de janeiro de 2013        | Partido dos Trabalhadores PT                     | 31 de dezembro de 2016  | Prefeito reeleito em sufrágio universal |                                              |
| 33                                                    | Argemiro Sampaio Neto (Barbalha, 03.08.1981–)                     |                              | Partido da Social Democracia Brasileira PSDB     | 1º de janeiro de 2017   | 31 de dezembro de 2020                  | Prefeito eleito em sufrágio universal        |
| 34                                                    | Guilherme Sampaio Saraiva, Dr. Guilherme (Fortaleza, 25.12.1985–) |                              | Partido Democrático Trabalhista PDT              | 1º de janeiro de 2021   | 31 de dezembro de 2024                  | Prefeito eleito em sufrágio universal        |
| 34                                                    | Guilherme Sampaio Saraiva, Dr. Guilherme (Fortaleza, 25.12.1985–) | Partido dos Trabalhadores PT | 1° de janeiro de 2025                            | Atualidade              | Prefeito reeleito em sufrágio universal |                                              |